# Știință, Filosofie și Umanism în Asistența Socială
{{Infocasetă Carte
 | titlu = Știință, filosofie și umanism în asistența socială
 | autor = [[Petru Ștefăroi]]
 | copertă = 
 | țara = România
 | limbă = română
 | subiect = Asistență socială, filosofie socială, umanism
 | editură = Editura Științifică Lumen
 | data publicării = 2024
 | pagini = 770
 | isbn = 
 }}
```
'''
Știință, filosofie și umanism în asistența socială
'''
 este o carte scrisă de 
[[Petru Ștefăroi]]
 și publicată în anul 2024 la Editura Științifică Lumen din 
[[Iași]]
. Lucrarea se remarcă prin abordarea sa inovatoare și integratoare, propunând o perspectivă complexă și multidisciplinară asupra teoriei, practicii și politicilor de asistență socială. Principalul său obiectiv este de a iniția o schimbare de paradigmă în sistemul de asistență socială românesc.

== Conținutul și contribuțiile majore ==

Cartea nu este o simplă colecție de articole, ci un proiect unitar și coerent care integrează idei din șapte articole anterioare ale autorului, publicate în 
''
Revista de Asistență Socială
''
, precum și din alte volume și rapoarte de cercetare. Contribuțiile principale ale lucrării sunt:

=== Perspectiva integratoare și multidisciplinară ===

Lucrarea propune o viziune holistică asupra asistenței sociale, examinând-o prin trei lentile principale:

*
 
'''
Științifică:
'''
 Analizează fundamentele științifice ale disciplinei, bazându-se pe modele din 
[[psihologie]]
, 
[[psihosociologie]]
 și 
[[sociologie]]
. Autorul subliniază importanța cunoașterii științifice pentru a asigura o intervenție eficientă și bazată pe dovezi.

*
 
'''
Filosofică:
'''
 Explorează rolul filosofiei și al doctrinelor filosofice (tradițional-religioase, sistemico-structuraliste, critice, umaniste) în modelarea gândirii și a practicii asistenței sociale.

*
 
'''
Umanistă:
'''
 Se concentrează pe dimensiunea umanistă, explorând diverse modele, de la cel personalist și existențialist, până la cele etice, feministe și neoumaniste. Această parte reprezintă punctul culminant al lucrării.

=== Teza umanismului dual românesc ===

O idee centrală și originală a cărții este analiza 
'''
dualității intrinseci a umanismului și culturii românești
'''
. Autorul susține că identitatea culturală românească este marcată de o tensiune constantă, uneori productivă, alteori disfuncțională, între un 
'''
umanism secular/progresist
'''
 (orientat spre raționalitate și modernitate) și un 
'''
umanism conservator/religios
'''
 (ancorat în tradiție și valori creștine). Această teză este susținută printr-o analiză a operei unor personalități marcante, precum:

*
 
'''
Figuri din literatură și filosofie:
'''
 
[[Titu Maiorescu]]
, 
[[Mihai Eminescu]]
, 
[[Ion Heliade Rădulescu]]
, 
[[Constantin Rădulescu-Motru]]
, 
[[Lucian Blaga]]
, 
[[Gabriel Liiceanu]]
, 
[[Andrei Pleșu]]
, 
[[Horia Roman Patapievici]]
 și 
[[Mircea Cărtărescu]]
.

*
 
'''
Personalități din spiritualitate și artă:
'''
 
[[Dumitru Stăniloae]]
, 
[[Constantin Brâncuși]]
, 
[[George Enescu]]
 și 
[[Răzvan Teodorescu]]
.

Această dualitate, argumentează autorul, se reflectă direct în impasurile și manifestările asistenței sociale din România, care rămâne adesea ancorată în paradigme pasive, moștenite din contexte istorice depășite.

=== Propuneri de schimbare de paradigmă și terminologie ===

Pe baza analizei critice, lucrarea propune o reorientare fundamentală a sistemului de asistență socială românesc, de la un 
'''
model pasiv-sociologist
'''
 la unul 
'''
proactiv-multidisciplinar
'''
. Aceasta implică o schimbare a rolului specialistului și a modului de abordare a beneficiarului.

*
 
'''
Conceptul de "Asistență Socială Complexă și Bazată pe Cunoaștere Multidisciplinară":
'''
 Autorul introduce acest concept pentru a sublinia necesitatea de a transcende viziunile fragmentate și de a integra cunoștințe din multiple domenii pentru a oferi soluții adaptate realității complexe.

*
 
'''
Schimbarea denumirii "Asistent Social" în "Profesionist Social":
'''
 Această propunere, lansată ca o invitație la dezbatere, este motivată de dorința de a reflecta mai fidel rolul specialistului din secolul XXI. Titulatura de 
'''
"profesionist social"
'''
 sugerează un agent activ al schimbării, cu atribuții complexe (de consiliere, juridice, manageriale etc.), orientat spre emanciparea și integrarea socială a beneficiarilor, în locul unui simplu "asistent" care ar reflecta o orientare pasivă, asistencială.

== Structura detaliată a cărții ==

*
 
'''
Partea I: Fundamentele Asistenței Sociale.
'''
 Această secțiune introductivă definește asistența socială ca fenomen socio-uman și o poziționează în relație cu teoria, practica și politica socială.

*
 
'''
Partea a II-a: Dimensiunea Științifică.
'''
 Se concentrează pe rolul științei și al abordărilor multidisciplinare. Analizează influența psihologiei (modelul psihologic), psihosociologiei (microsociologic) și sociologiei (macrosociologic) asupra teoriei și practicii asistenței sociale.

*
 
'''
Partea a III-a: Dimensiunea Filosofică și Doctrinală.
'''
 Explorează modul în care diverse filosofii (tradițional-religioase, sistemic-structuraliste, critice, umaniste) au modelat intervenția socială.

*
 
'''
Partea a IV-a: Dimensiunea Umanistă și Culturală.
'''
 Reprezintă nucleul lucrării, aprofundând diverse modele umaniste și culminând cu teza 
'''
umanismului dual
'''
. Această secțiune fundamentează teoretic propunerile de schimbare.

== Publicul țintă ==

Cartea se adresează unui spectru larg de cititori, de la profesioniști și studenți din domeniul asistenței sociale, până la factori de decizie, politicieni și cercetători. Este un instrument esențial pentru oricine este interesat de dezvoltarea și modernizarea sistemului social din România.

== Referințe ==

*
 Petru Ștefăroi, 
''
Știință, filosofie și umanism în asistența socială
''
, Editura Științifică Lumen, Iași, 2024.

*
 Articole din 
''
Revista de Asistență Socială
''
 (2007-2019).

[[Categorie:Cărți de sociologie]]

[[Categorie:Cărți de filosofie]]

[[Categorie:Cărți de asistență socială]]

[
1
]
```

1. ↑  Furtună, Adrian-Nicolae (30 decembrie 2024), „In Search for the Perfect Romanian. National Specificity, Racial Degeneration and Social Selection in Modern Romania, Iași, Polirom Publishing House, 2024. Marius Turda”, Sociologie Romaneasca, 22 (2), pp. 156–162, doi:10.33788/sr.22.2.9, ISSN 2668-1455, accesat în 15 august 2025